# 富国街站
富国街站是大连地铁1号线的地铁站，位于中国辽宁省大连市沙河口区西安路与功成街交叉口，于2015年10月30日开通。

## 车站结构
富国街站沿西安路南北设置，为地下二层岛式站台车站，车站长149.7米，标准段宽18.5米，车站地下一层为站厅层，地下二层为站台层，站台设置全高站台门。
| 地面              | 出入口 | B、C、D出入口                                                                                           |
| 地下一层          | 站厅   | 客服中心、自动售票机、验票机                                                                            |
| 地下二层          | 站台   | \| \| \| █ 1号线往姚家（西安路） \| \| 島式 · 開左邊车门 \| \| \| \| \| \| █ 1号线往河口（会展中心） \| |
|                   |        | █ 1号线往姚家（西安路）                                                                                 |
| 島式 · 開左邊车门 |        | |
|                   |        | █ 1号线往河口（会展中心）                                                                               |

## 车站出口
富国街站目前开放3个出口，各出口及周围设施如下所示：
| 出口编号                              | 照片 | 出口指示         | 建议前往的目的地          |
| ------------------------------------- | ---- | ---------------- | ------------------------- |
| B出口 · 出口 · 上海地铁无障碍电梯标志 |      | 功成街           | 中山路，和平广场          |
| C出口 · 出口                          |      | 西安路（西北侧） | 世嘉星海小区，幸福e家小区 |
| D出口 · 出口                          |      | 西安路（西南侧） | 星海人家小区，思想公园    |
| 注： 设有                             |      |                  |                           |

## 接驳交通

### 有轨电车
- 大连有轨电车202路功成街站

### 公交车
- 功成街：715路
- 新希望花园：16路、16路双层公交、531路

## 车站历史
车站建设时期工程名为功成街站，开通前确定以富国街站作为车站正式名称。
- 2017年6月7日，车站随1号线一期通车开通[1]。